# Diabetes, Obesity and Metabolism
Diabetes, Obesity and Metabolism, abgekürzt Diabetes Obes. Metab., ist eine wissenschaftliche Fachzeitschrift, die vom Wiley-Blackwell-Verlag veröffentlicht wird. Die Zeitschrift erscheint mit zwölf Ausgaben im Jahr. Es werden Arbeiten aus den Bereichen Diabetes, Fettsucht und Stoffwechsel veröffentlicht.
Der Impact Factor lag im Jahr 2014 bei 6,36. Nach der Statistik des ISI Web of Knowledge wird das Journal mit diesem Impact Factor in der Kategorie Endokrinologie und Metabolismus an 14. Stelle von 128 Zeitschriften geführt.